# Ле Фаню, Шеридан
Джо́зеф Ше́ридан Ле Фаню́ (англ. Joseph Sheridan Le Fanu; 28 августа 1814 — 7 февраля 1873) — ирландский писатель, продолжавший традиции готической прозы. Автор классических рассказов о привидениях.

## Биография
Джозеф Шеридан Ле Фаню родился в Дублине в литературной семье гугенотов. Его бабушка Алисия Шеридан Ле Фаню и двоюродный дед Ричард Бринсли Шеридан были драматургами.
Первые 12 лет жизни Ле Фаню провел рядом с Ирландской королевской военной школой, где его отец служил в сане капеллана. Парк Феникса, где располагалась школа, находившаяся рядом деревня и приходская церковь не раз встретятся читателю в произведениях Ле Фаню.
С 1826 года отец Джозефа получает должность ректора на юге Ирландии — и вся семья переезжает туда. Хотя у Ле Фаню был наставник, основные знания он черпает из большой отцовской библиотеки, где проводит много времени.
В 1832 году начались беспорядки, вызванные войной против десятины. В Эбингтоне (графство Лимерик) проживало всего несколько дюжин последователей Ирландской церкви, поэтому правительство заставляло фермеров — в том числе и католиков, которых было около 6 тысяч — платить десятину на содержание этой церкви наравне с протестантами.
Семью Ле Фаню постоянно преследовали финансовые проблемы, несмотря на старания отца Томаса поддерживать репутацию фамилии. Доход, получаемый от должности ректора, полностью уходил на оплату десятин.
Джозеф изучал юриспруденцию в Колледже Св. Троицы в Дублине, где впоследствии был избран аудитором колледжа. С 1838 года он стал публиковаться в Журнале Дублинского университета, там же и была опубликована его первая «ужасная» история — «Призрак и Костоправ». С 1840 года Ле Фаню приобретает несколько газет.
18 декабря 1844 года Ле Фаню женится на Сузанне Беннет, дочери ведущего дублинского адвоката и сестре будущей писательницы Рода Броутон, которой он очень помог в становлении карьеры. Свидетелем на свадьбе был Исаак Батт. Они снимают дом на Уоррингтон Плейс возле Великого Канала (An Chanáil Mhór) в Дублине. Там и рождается в 1845 году их первая дочь, Элеонора. Затем в 1846 году появляется на свет Эмма, в 1847 году Томас и Джордж в 1854 году.
В 1847 году Джозеф Шеридан Ле Фаню поддерживает Джона Митчелла и Томаса Мигера в их кампании против безразличия Правительства к Ирландскому голоду. Его поддержка стоила ему назначения членов парламента от партии Тори в графстве Карлоу в 1852 году.
В 1856 году Джозеф с семьёй переезжает из Уоррингтон Плейс в дом родителей его жены в Мэррион Сквер, так как родители Сусанны уехали в Англию.
Семейная жизнь Джозефа не ладится, потому что его жена страдает неврозами. У неё был кризис веры, посещала религиозные собрания в соседней церкви Св. Стефана, обсуждала религиозные проблемы с младшим братом Джозефа — Вильямом, так как Ле Фаню перестал посещать церковь. Она сильно переживала смерть нескольких близких родственников, в том числе смерть её отца за два года до этого. Это и стало основной причиной семейных проблем.
В апреле 1858 года у Сусанны случился нервный срыв и на следующий день она умерла. Обстоятельства её смерти так и остались невыясненными. Она была похоронена в семейном склепе Беннет вместе с её отцом и братьями. По некоторым отрывкам из дневников Ле Фаню можно понять, что он считал себя виновным в смерти жены. После смерти жены Ле Фаню долго не пишет, вплоть до смерти его матери в 1861 году. Очередное несчастье прорывает плотину эмоций. В это время его поддерживала его кузина леди Гиффорд — она всю жизнь была для него близким человеком.
В 1861 году Джозеф становится редактором и владельцем журнала Дублинского университета. Там он и публикует некоторые из своих романов.
Умер 7 февраля 1873 года в Дублине.

## Творчество
Автор мистических и приключенческих произведений. С 1845 по 1873 год опубликовал 14 романов, из которых наиболее известны «Дядя Сайлас» («Uncle Silas», 1864), «Дом у кладбища» («The House by the Churchyard», 1863) и сборник из пяти новелл — «Сквозь тусклое стекло» («In a Glass Darkly»,1872).
Творчество Ле Фаню получило высокую оценку М. Р. Джеймса и Х. Кортасара. Повесть «Кармилла» («Carmilla», 1871) оказала большое влияние на творчество Брэма Стокера, в частности на замысел романа «Дракула» («Dracula», 1897).

## Экранизации
См. категорию Экранизации произведений Джозефа Шеридана Ле Фаню
- Вампир (1932, реж. Карл Теодор Дрейер)
- Дядя Сайлас (1947, реж. Чарльз Фрэнк)
- И умереть от наслаждения (1960, Роже Вадим)
- Любовницы-вампирши (1970, Рой Уорд Бейкер)
- Страсть к вампиру (1970, Джимми Сангстер)
- Кровавая невеста (1972, Висенте Аранда)
- Кармилла (2019)
- Наша ложь (2023, реж. Лиза Мулкахи)